# Wimana

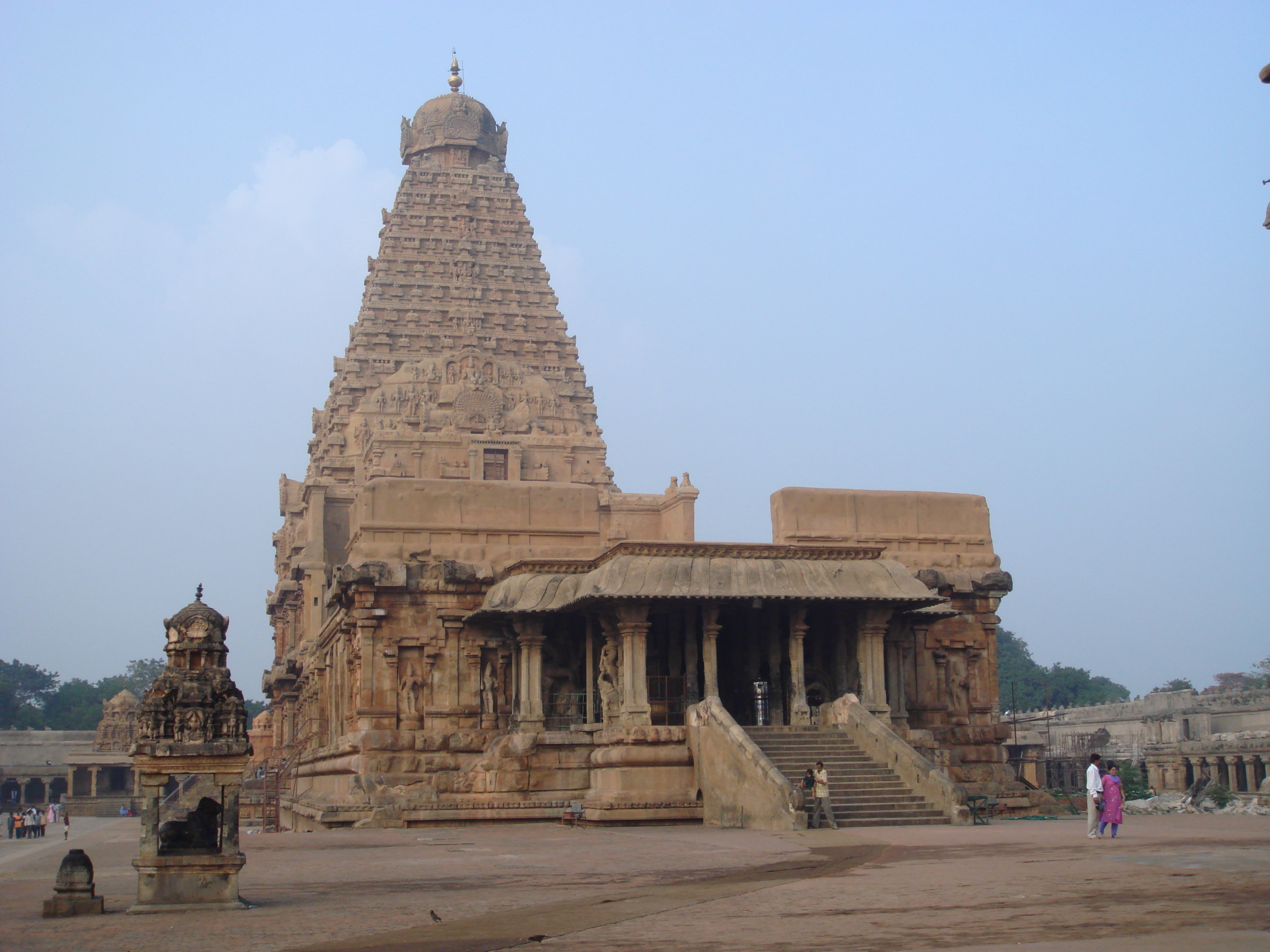
Wimana Wielkiej Świątyni w Tańdźawurze (znanej również jako świątynia Bryhadiśwary lub Radźaradźeśwary)

Wimana – w kontekście architektonicznym (sanskryckie słowo विमान, trl. vi-mana dosłownie „wy-mierzony”, zmierzony w swoich częściach)
oznacza wysoki budynek świątynny lub pałac władcy. W stylu południowo indyjskim wimana jest wysokim zwieńczeniem (wieżą) głównego budynku świątyni hinduistycznej. W północnych Indiach odpowiada jej śikhara.
W Mahabharacie słowo „wimana” oznaczało również mitologiczny latający pojazd, na którym bogowie indyjscy przybyli z gwiazd na Ziemię. Stąd w niektórych nowożytnych językach indyjskich (łącznie z hindi) słowo „wiman”, „wimanam” jest obecnie używane w znaczeniu „samolot”.